# Little Fighter
Little Fighter è una canzone del gruppo musicale statunitense White Lion, estratta come primo singolo dell'album Big Game del 1989. Ha raggiunto la posizione numero 12 della Mainstream Rock Songs e la numero 52 della Billboard Hot 100 negli Stati Uniti. Si è inoltre piazzata alla posizione numero 65 in Canada.
Il testo del brano è dedicato alla Rainbow Warrior, una nave ammiraglia della flotta di Greenpeace tristemente nota per l'attentato subito nel porto di Auckland, in Nuova Zelanda, il 10 luglio 1985 per mano della DGSE, il servizio segreto francese responsabile delle operazioni all'estero.
La canzone è stata nuovamente registrata dal cantante Mike Tramp per l'album Remembering White Lion (uscito anche con il titolo di Last Roar nel 2004) e pubblicata in versione dal vivo nell'album live Rocking the USA del 2005.

## Tracce
1. Little Fighter – 4:23
2. Let's Get Crazy – 4:52

## Formazione
- Mike Tramp – voce
- Vito Bratta – chitarre
- James Lomenzo – basso
- Greg D'Angelo – batteria

## Classifiche
| Classifica (1989)             | Posizione massima |
| ----------------------------- | ----------------- |
| Canada                        | 65                |
| Stati Uniti                   | 52                |
| Stati Uniti (mainstream rock) | 12                |